# Старший майстер-сержант
Старший майстер-сержант — військове звання в Збройних силах України та в деяких інших державах. Військове звання вищого сержантського складу.
Звання введене в Україні Законом № 205-IX від 17 жовтня 2019 року. У Військово-Морських Силах ЗСУ, серед корабельного складу, званню старшого майстер-сержанта відповідає військове звання старший майстер-старшина.
Звання старший майстер-сержант у структурі сержантського корпусу Збройних Сил України відповідає посаді головного сержанта окремого роду військ (сил), органу військового управління рівня оперативного командування.

## Історія звання в Збройних силах України
Збройні сили України, які утворилися в 1991 році внаслідок здобуття Україною незалежності та виходу зі складу СРСР, перейняли радянський зразок військових звань, а також радянських знаків розрізнення. У тогочасній Українській армії було чотири сержантських звання молодший сержант, сержант, старший сержант, старшина. У 2005 році було скасовано окрему на той час категорію військовослужбовців «прапорщики та мічмани» і військові звання прапорщик та старший прапорщик стали військовими званнями сержантського складу.

### Реформа2016року
У травні 2016 року, під час польових зборів сержантського і старшинського складу ЗСУ на житомирському полігоні Десантно-штурмових військ ЗСУ,  головним старшиною Збройних Сил України була представлена Президенту України оновлена Концепція розвитку професійного сержантського корпусу, яка зокрема передбачала впровадження нового переліку сержантських і старшинських звань. 05.07.2016 року Президентом України був затверджений «Проєкт однострою та знаки розрізнення Збройних Сил України», де серед іншого були розглянуті зміни серед військових звань та нові знаки розрізнення військовослужбовців. Кількість сержантських звань повинна була значно розширитися, так за проєктом кількість сержантських звань налічувала уже сім: сержант, старший сержант, головний сержант, штаб-сержант, головний штаб-сержант, майстер-сержант та головний майстер-сержант.
18.07.2017 року виходить наказ Міністерства оборони України № 370 «Про затвердження Зразків військової форми одягу та загальних вимог до знаків розрізнення військовослужбовців та ліцеїстів військових ліцеїв», де частково затверджуються нововведення 2016 року. Так вводилися перехідні знаки розрізнення зі збереженням старих військових звань зразку 1991 року.

### Зміни2019року
В 2019 році Верховна рада України, затвердила законопроєкт яким скасовувалися звання прапорщик та старший прапорщик, мічман та старший мічман, а також вводилися нові сержантські та старшинські звання. Так до сержантських та старшинських звань увійшли: звання молодшого сержантського та старшинського складу — молодший сержант / старшина 2 статті, сержант / старшина 1 статті; старшого сержантського та старшинського складу — старший сержант / головний старшина, перший сержант / головний корабельний старшина, штаб-сержант / штаб-старшина; вищого сержантського та старшинського складу — майстер-сержант / майстер-старшина, старший майстер-сержант / старший майстер-старшина, головний майстер-сержант / головний майстер-старшина.

### Реформа2020року
30.06.2020 року виходить наказ Міністерства оборони України № 238 «Про внесення змін до наказу Міністерства оборони України від 20 листопада 2017 року N 606», де фігурують нові сержантські звання та надано опис знаків розрізнення.
4 листопада 2020 року, у зв'язку зі змінами законодавства щодо військових звань вищого офіцерського складу, під час яких військове звання сержантського складу перший сержант було змінено на головний сержант, виходить наказ Міністерства оборони України № 398 «Про затвердження Змін до Правил носіння військової форми одягу та знаків розрізнення військовослужбовцями Збройних Сил України, Державної спеціальної служби транспорту та ліцеїстами військових ліцеїв», де серед іншого надавався опис знаків розрізнення та опис одностроїв, а також надано зображення знаків розрізнення.
До сержантського складу на даний час входять військові звання: молодший сержант, сержант, старший сержант, головний сержант, штаб-сержант, майстер-сержант, старший майстер-сержант, головний майстер-сержант. Знаки розрізнення побудовані на комбінації шевронів (кутоподібних личок) та дугоподібних личок, які розміщені на погоні. Знаками розрізнення старшого майстер-сержанта стали три шеврони (один широкий а вище нього два вузьких) нижче яких одна дугоподібна личка.

## США

Нашивка старшого майстра-сержанта Військово-повітряних сил США з 1998 року

Нарукавний шеврон старшого майстра-сержанта (старого зразка)

Старший ма́йстер-сержа́нт  (англ. Senior Master Sergeant, (SMSgt) — військове звання сержантського складу Військово-повітряних силах США.
У Військово-повітряних силах США це звання відноситься до восьмого ступеня військової ієрархії (E-8) та займає проміжну позицію між військовими званнями головного майстер-сержанта та майстер-сержанта.

### Історія
Військове звання старший майстер-сержант з'явилося у системі військової ієрархії Військово-повітряних сил США в ході реформи 1958–1959 років.
У відповідності до положень Інструкції ВПС № 36-2618:

| «Військовослужбовці у військовому званні старший майстер-сержант є ключовими, досвідченими, оперативними керівниками, кваліфікованими та здатними проявити свої таланти, навички та вміння в управлінні своїм персоналом, та синергетична поєднанні сумісні зусилля з метою найбільш ефективного виконання визначеної місії. Старші майстер-сержанти неухильно продовжують удосконалювати свої лідерські та управлінські навички в підготовці для розширення обов'язків та на вищих керівних посадах. Старші майстер-сержанти зазвичай працюють на оперативному рівні керівництва.»[6] Оригінальний текст (англ.) «SMSgts are key, experienced, operational leaders, skilled at merging their personnel's talents, skills, and resources with other teams' functions to most effectively accomplish the mission. SMSgts continue to develop their leadership and management skills in preparation for expanded responsibilities and higher leadership positions. SMSgts normally operate at the operational level of leadership» |
| Нижче за рангом: Майстер-сержант | Старший майстер-сержант | Вище за рангом: Головний майстер-сержант |